# Мантовани, Роберто
Роберто Мантовани (итал. Roberto Mantovani; 25 марта 1854, Парма — 10 января 1933, Париж) — итальянский геолог и скрипач-виртуоз. Предложил первую модель дрейфа континентов, в которой первоначально существовавший праконтинент распался в результате теплового расширения Земли, что обусловило последующий дрейф его образовавшихся частей.

## Биография
Родился в 1854 году в тогдашнем герцогстве Парма и Пьяченца в семье Тимотео Мантовани, умершего через шесть месяцев после рождения Роберто, и Луиджии Феррари. В учёбе ему помогал дон Пьетро Беллати, священник, преподававший в гражданских приютах Пармы, который заставил его поступить, в качестве пансионера, в Королевскую музыкальную школу Пармы, где он учился у Джузеппе дель Майно.
В августе 1872 года получил почётный диплом по классу скрипки и самостоятельно завершил образование в области научных дисциплин и знания иностранных языков. Всегда предпочитал точные науки и литературу, а также музыку.
С 1874 по 1877 годы — на военной службе.
После 1877 уехал в турне по некоторым французским колониям, а в июне 1878 прибыл на Реюньон, вулканический остров, расположенный в Индийском океане к востоку от Мадагаскара. Остался в Сен-Дени (Реюньон), столице Реюньона, где работал учителем музыки и стал почётным консулом Италии.
В 1888 году разработал собственный календарь, предполагавший введение 100-дневных месяцев и 1000-дневных лет. Календарь был представлен на международном конкурсе.
В 1889 и 1909 годах опубликовал гипотезу расширения Земли и дрейфа континентов.
В 1893 году переехал сначала на Маврикий после начавшегося на острове Реюньон экономического кризиса, последовавшего за открытием Суэцкого канала, а затем с 1899 года в Сен-Серван-сюр-Мер, на севере Франции.
До 1910 года возобновил уроки музыки, выступал с концертами и издавал работы, в которых излагал свою теорию расширения Земли, то есть гипотезу о том, что Земля расширяется благодаря общим законам мироздания.
В 1922 году опубликовал трактат о скрипичной технике.
В 1924 году был в Париже и стал членом Геологического общества Франции по представлению Пьера-Мари Термье (1859—1930) и Поля Лемуана. Статья Жака Буркара привлекла к Мантовани внимание международного научного сообщества; Альфред Вегенер упоминал его как автора гипотез, аналогичных его собственным.
Умер в Париже в 1933 году.

## Научная деятельность

### Геология
Предложил первую модель расширяющейся Земли в противовес гипотезе контракции.
Предполагал, что замкнутый континент покрывает всю поверхность первоначально меньшей Земли. В результате вулканической активности из-за теплового расширения этот континент раскололся, так что новые континенты отдалились друг от друга из-за дальнейшего расширения рип-зон, где сейчас лежат океаны.
Альфред Вегенер видел сходство со своей собственной теорией, но не поддерживал гипотезу Мантовани о расширении Земли. Он писал:

«В небольшой статье 1909 года Мантовани высказал некоторые идеи о смещении континентов и объяснил их с помощью карт, которые частично отличаются от моих, но в некоторых пунктах поразительно близко совпадают: например, в отношении более ранней группировки южных континентов вокруг Южной Африки».

### Историческая хронология
В 1888 году разработал собственный календарь, призванный реформировать существующий. Календарь был представлен на международном конкурсе и предполагал введение 100-дневных месяцев и 1000-дневных лет. Как заявлял автор, целью нововведения было стремление получить универсальную систему времени, свободную от периодического движения по орбите Земли и пригодную для всех небесных тел.

## Музыкальная деятельность
Автор трактата о скрипичной технике (1922).

## Семья
В 1880 году женился на Анне Пит, дочери богатого местного аптекаря.
Сыновья: Роберто (инженер парижского метро), Карло (профессор гимназии), Ренато (губернатор в Индокитае).
Дочери: Маргарита, Итала (умерла в 15 лет), Луиджина.